# Via Popillia

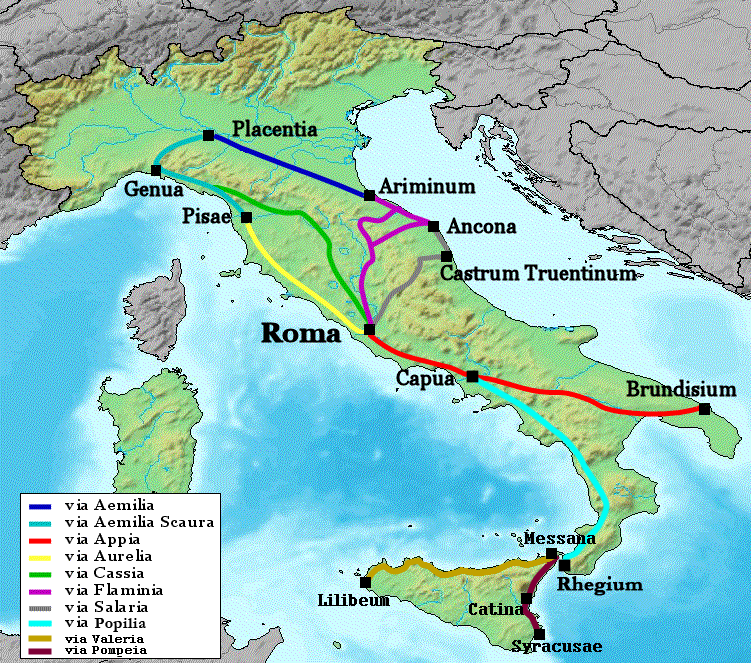
Drogi rzymskie w Italii – na niebiesko zaznaczona Via Aemilia

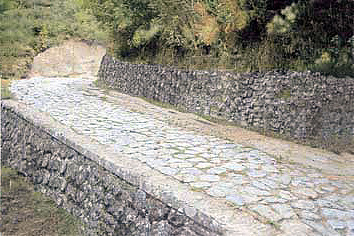
Fragment Via Popilia (Capua-Rhegium) w dzisiejszej prowincji Reggio Calabria.

Via Popillia to nazwa dwóch różnych antycznych dróg rzymskich, których budowę rozpoczęto za konsula Publiusza Popiliusza Laenasa. Właściwa Via Popillia łączyła Kapuę z Reggio di Calabria nad Cieśniną Mesyńską.
Druga – Via Popillia-Annia, była przedłużeniem Via Flaminia z Ariminum (dzisiejsze Rimini) na północ, wzdłuż brzegów Adriatyku, przez dzisiejszy region Wenecja Euganejska.